# 육군원수
육군원수는 육군을 책임지는 가장 높은 직책의 원수를 가리키는 용어이다. 공군원수와 함대제독과 동등한 직책이다.

## 설명
육군원수는 육군의 전차와 부대를 통솔, 지휘하는 역할을 수행하며 5성 장군에 속한다. 육군원수는 공군원수와 함대제독과 함께 가장 고위급 군사 계급으로 일반 장성급 장교 계급보다 높은 직책이 된다. 일반적으로 군대에서 가장 높은 계급이므로 소수의 사람만이 육군원수로 임명된다. 그것은 많은 국가에서 5성 장군 계급(OF-10)으로 간주된다. 역사적으로 많은 국가에서 육군원수로 진급하려면 장군의 탁월한 군사적 업적(전시 승리)이 필요했다. 그러나 이계급은 사단 지휘 계급과 여단 지휘 계급으로도 사용되었다.

## 같이 보기
- 육군
- 군사 계급